# Alainites muticus
Alainites muticus är en dagsländeart som först beskrevs av Carl von Linné 1758.  Alainites muticus ingår i släktet Alainites, och familjen ådagsländor. Arten är reproducerande i Sverige.